# Castelo Tillegem
O Castelo Tillegem é um castelo na Bélgica . Desde 1980, o castelo e o seu parque são propriedade da Província de Flandres Ocidental.